# Pont de la Citadelle (Grenoble)
Pour les articles homonymes, voir Pont de la Citadelle.
Le pont de la Citadelle est un ouvrage en pierre qui franchit l'Isère et la voie de Corato à Grenoble.

## Situation et description

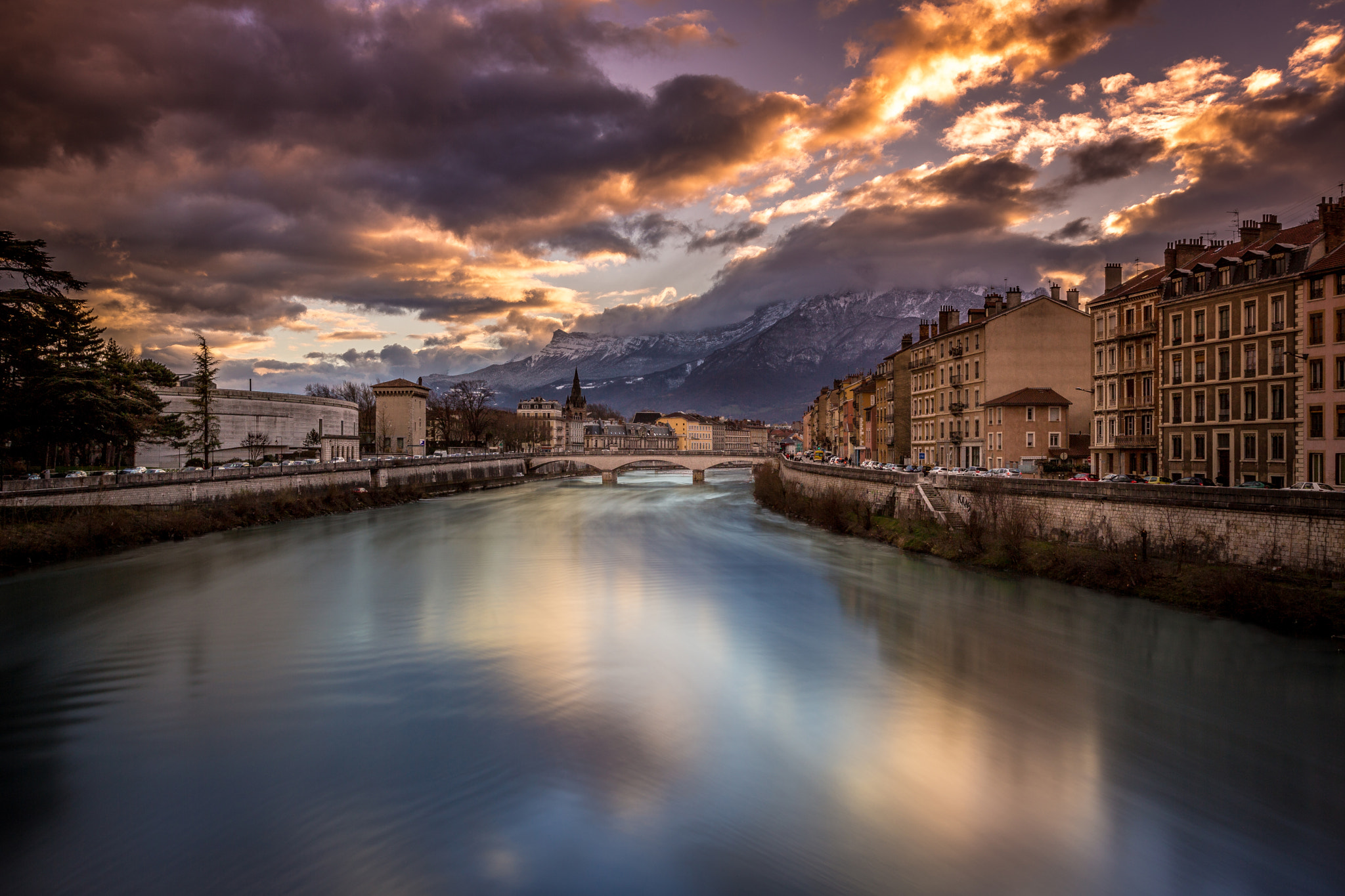
Les quais de l'Isère et le pont de la Citadelle

Le pont de la Citadelle relie la place de Lavalette (intersection des quais Jongkind et Claude Brosse), sur la rive gauche à la place Xavier-Jouvin (intersection des quais Mounier et Xavier-Jouvin), sur la rive droite.

## Histoire
La construction de ce pont de pierre fut effectuée durant le Second Empire, ce qui lui valut, à l'époque de recevoir le nom de Pont Napoléon. 
Le bulletin des Lois de la République française du premier semestre 1901 indique que ce pont était traversé par la ligne de tramway Grenoble-La Tronche-Croix de Montfleury.
La dénomination actuelle du pont est liée à l'emplacement de l'ancienne citadelle de Grenoble construite sur l'ordre de François de Bonne, duc de Lesdiguières, ancien gouverneur de Grenoble dont on peut encore apercevoir certains vestiges dont l'échauguette, située à l'angle du quai Jongkind et de la place de Lavalette, inscrit au titre des monuments historiques par arrêté du 8 septembre 1943.

## Représentation dans la peinture
En 1867, Joséphine Fesser réalise depuis la rive gauche de l'Isère une peinture à l'huile où l'on découvre la porte de l'Île-Verte et le pont de la Citadelle, tandis que son compagnon Johan Barthold Jongkind, le représente dans une aquarelle en 1883 puis sur une peinture en 1886 à l'endroit où le quai portera son nom quarante ans plus tard.